# Taula (informació)

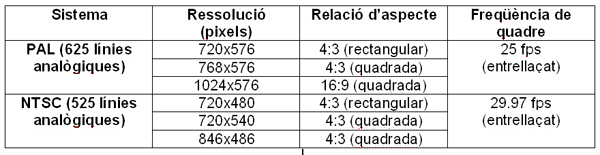
Una taula amb 4 columnes, amb una primera fila d'encapçalaments de les columnes, amb cel·les fusionades en la primera i última columnes.

Una taula és una disposició de dades en files i columnes, o possiblement en una estructura més complexa. Les taules s'utilitzen àmpliament en la comunicació, la investigació i l'anàlisi de dades. Les taules apareixen en suports impresos, notes escrites, programari informàtic, ornamentació arquitectònica, senyals de trànsit i molts altres llocs. Les convencions i la terminologia precises per descriure les taules varien en funció del context. A més, les taules difereixen significativament per varietat, estructura, flexibilitat, notació, representació i ús. En llibres i articles tècnics, generalment es presenten les taules a part del text principal en blocs flotants numerats i subtitulats.

## Descripció bàsica
Una taula consisteix en una disposició ordenada de files i columnes. Aquesta és una descripció simplificada del tipus de taula més bàsic. D'aquesta descripció simplificada se’n deriven algunes consideracions:
- el terme fila té el sinònim de registre;
- el terme columna té diversos sinònims comuns (per exemple, camp, paràmetre, propietat);
- una columna sol identificar-se amb un nom;
- el nom d'una columna (o encapçalament de columna) pot consistir en una paraula, una frase o un índex numèric;
- a la intersecció d'una fila i d'una columna s'anomena cel·la.

Els elements d'una taula es poden agrupar, segmentar o ordenar de moltes maneres diferents i, fins i tot, aniuar recursivament. A més, una taula pot incloure metadades, anotacions, una capçalera o títol, un peu de pàgina o altres funcions auxiliars.